# FutureSex/LoveSounds
FutureSex/LoveSounds је други студијски албум америчког певача и текстописца Џастина Тимберлејка. Објављен је 8. септембра 2006. године од стране издавачких кућа Џајв рекордс и Зомба. Две претходне године, Тимберлејк се суочавао са проблемом да створи било какав нови музички материјал. Након што се састао са својим дугогодишњим продуцентом Тимбаландом и његовим сарадником Дејнџом, њих тројица су започела сарадњу и посветила су се изради нове музике. Садржај који се касније нашао на албуму је продуциран у Тимбаландовом студију „Томас Краун“. Текстови песама баве се сличним темама оним са Тимберлејковог претходног албума „Justified“ (2002) са тим да је значајно проширена лепеза жанрова песама у виду транса, фанка и рока. Репризе и интерлидови уметнуте у песме продукцијска екипа је направила са циљем да истакне Тимберлејкове музичке одразе у том тренутку.
„FutureSex/LoveSounds“ је углавном позитивно оцењен од стране критичара који су истицали велики распон музичких утицаја и пробраност звукова. Албум је произвео шест синглова који су забележили успех на топ-листама; међу којим три сингла која су заузимала прво место „Билборд хот 100“ листе: „SexyBack“, „My Love“ и „What Goes Around... Comes Around“. Заједно са синглом „Summer Love“, албум је остварио четири број један сингла на „Билборд поп 100“ листи. Многе публикације сматрале су албум једним од најбољих 2000-их година. Осим што се нашао на многим листама најбољих те деценије, албум је номинован са неколико Греми награда међу којим и наградом за албум године и за најбољи поп вокални албум док су поменути синглови освојили награде у својим категоријама. Албум је одликован мулти-платинастим тиражом у многим земљама широм света и продат је у преко десет милиона примерака од којих су четири милиона у Сједињеним Државама. Уврштен је у библиотеку и архив Рокенрол куће славних. Критичари и обожаваоци га сматрају најбољим Тимберлејковим албумом до сада. Да би што боље промовисао албум, Тимберлејк је одржао своју другу концертну турнеју названу FutureSex/LoveShow која је била једна од турнеја са највећим приходом 2007. године.